# Налоговое рабство
Налоговое рабство — термин, используемый противниками налогообложения и выражающий мнение, что налогообложение приводит к несвободному обществу, в котором люди вынуждены работать ради обогащения правительств и тех групп, в пользу которых совершается перераспределение доходов, а не для собственной выгоды. Гейл Бакли, например, отмечает: «На взгляд британцев, американские колонии существовали только для блага метрополии, но американцы видели в любой форме налогообложения рабство». Анархисты являются одними из главных сторонников аргумента, что налогообложение эквивалентно рабству. Такие заявления делались Международным обществом за индивидуальную свободу (ISIL) и коллективом Bureaucrash, который относится к социальному обеспечению как к «социальному рабству».
Профессор Университета Джорджа Мейсона Томас Рустици использует два гипотетических случая, чтобы проиллюстрировать эту точку зрения. В первом Сэм Слайм грабит человека на 50 фунтов. Во втором Сэм Слайм голосует за политика, который облагает налогами человека, чтобы перераспределить его 50 фунтов в пользу «обездоленного» Слайма. Оба примера предполагают применение насилия. Тем не менее, второй сценарий, пожалуй, даже хуже, так как с помощью государства Слайм имеет право повторно присваивать чужие деньги, тем самым ставя других людей в положение рабов. Подобный аргумент приводился и Дагом Кейси. Эти примеры также часто используются для подтверждения того, что налогообложение является грабежом.
Лев Толстой выдвинул гипотезу, что налоговое рабство является одним из трех видов рабства, двумя другими были личное рабство и земельное рабство.